# 782
| Calendário gregoriano                                                        | 782 DCCLXXXII                                        |
| Ab urbe condita                                                              | 1535                                                 |
| Calendário arménio                                                           | 231 – 232                                            |
| Calendário bahá'í                                                            | -1062 – -1061                                        |
| Calendário budista                                                           | 1326                                                 |
| Calendário chinês                                                            | 3478 – 3479 Início a 19 de janeiro (aproximadamente) |
| Calendário copta                                                             | 498 – 499                                            |
| Calendário etíope                                                            | 774 – 775                                            |
| Calendários hindus - Vikram Samvat - Calendário nacional indiano - Cáli Iuga | 837 – 838 703 – 704 3882 – 3883                      |
| Calendário Holoceno                                                          | 10782                                                |
| Calendário islâmico                                                          | 165 – 166                                            |
| Calendário judaico                                                           | 4542 – 4543                                          |
| Calendário persa                                                             | 160 – 161                                            |
| Calendário rúnico                                                            | 1032                                                 |
| Calendário solar tailandês                                                   | 1325                                                 |

782 (DCCLXXXII, na numeração romana) foi um ano comum do século VIII, do Calendário Juliano, da Era de Cristo, teve início a uma Terça-feira e terminou também a uma Terça-feira, e a sua letra dominical foi F.
| Ano completo                       |
| ---------------------------------- |
| Ano comum com início à terça-feira |

## Eventos
- Massacre de 4.500 Saxões (Blutgericht von Verden#cite note-2).

## Mortes
- Konin, 49º imperador do Japão.